# Garryaceae
Garryaceae é uma família de plantas angiospérmicas (plantas com flor - divisão Magnoliophyta), pertencente à ordem Garryales.
Esta família botânica deve o seu nome ao género Garrya, que foi durante longo tempo o seu único representante. As pesquisas fologenéticas demonstraram que existem suficientes pontos em comum entre o género Garrya e o género Aucuba de modo a incluir este último dentro da mesma família.
- Garrya: 13 espécies arbóreas ou arbustivas, de folha persistente, originárias do sudeste dos Estados Unidos da América, da América Central e das Antilhas.
- Aucuba: Cerca de 3 espécies de plantas arbustivas originárias da Ásia Central e do Japão